# Rothe Erde
Rothe Erde is een wijk in het stadsdeel Aachen-Mitte in de Duitse stad Aken, deelstaat Noordrijn-Westfalen. Het is een grotendeels industrieel gebied en telt 2634 inwoners (2003).

## Geschiedenis
Vanouds was Rothe Erde een landgoed, waar in 1731 een slotkapel werd gebouwd. De bewoners kerkten sinds 1864 in de Sint-Severinuskerk te Eilendorf, en in 1901 kwam er een eigen parochiekerk, de Sint-Barbarakerk.

## Industrie
Rothe Erde heeft zich ontwikkeld als industrieel centrum. In 1845 werd hier een staalfabriek opgericht onder de naam: Piedboeuf & Co, Aachener Walz- und Hammerwerk. In 1851 werd deze, na overname, bekend als: Carl Ruëtz & Co – Aachener Hütten-Aktien-Verein Rothe Erde. Ruëtz kocht in 1861 de Paulinenhütte in Dortmund, welke sindsdien de naam Rothe Erde Dortmund droeg. Het Akense bedrijf kwam aan Rudolph Kindorf.
De staalfabriek te Aken had geen eigen hoogovens, en daarom werden enkele hoogovenbedrijven en steenkoolmijnen opgekocht in Esch-sur-Alzette (Groothertogdom Luxemburg) en in Audun-le-Tiche (in Lotharingen, toen Duits, later Frans) opgekocht. Na de Eerste Wereldoorlog werd het Akense bedrijf verkocht aan de Société Métallurgique des Terres Rouges, een Frans-Belgisch-Luxemburgs consortium waarin Arbed de hoofdrol speelde. In 1926 werd de Akense fabriek gesloten. In 1929 vestigde zich de bandenfirma Englebert op het terrein. Uiteindelijk kwam het bedrijf aan Continental AG, welke het hoofdkantoor naar Hannover verplaatste doch in Aken een productievestiging behield.
In 1949 vestigde zich Philips naast de bandenfabriek. Dit bedrijf begon met een glas- en gloeilampenfabriek, en vanaf 1954 een beeldbuizenfabriek. Vanaf 2000 nam het Philipsbedrijf sterk in omvang af en vestigden zich kleinere bedrijven op het terrein.

## Nabijgelegen kernen
Aken-Centrum, Forst, Eilendorf